# Toma (canção)
"Toma" (estilizada em letras maiúsculas) é uma canção da cantora brasileira Luísa Sonza e o cantor compatriota Zaac. Foi lançada em 31 de julho de 2020, através da Universal Music Brasil.

## Antecedentes e lançamento
"Toma" foi escrita em um acampamento criativo em Los Angeles, juntamente com o single anterior "Braba" em janeiro de 2020; em três dias, 14 canções foram compostas. Segundo Zaac, "Ela me chamou uma vez para a casa dela com uma galera para fazer um camping de composições, de visões, de ideias", enquanto Sonza mencionou que eles já haviam gravado outra música antes, mas sentiram que não era o momento certo para lançá-la. Ela elaborou: "Essa música traz uma nova proposta, que eu acho que é um pouco próxima do que eu venho fazendo. Acredito que as pessoas vão entender a linha que estou seguindo agora na nova era, e vai trazer algo novo. Vai ter uma coisa, eu diria que até cômica, que sempre quis fazer e não tinha feito até então". O single foi anunciado no último episódio da série documental Storytelling, levada ao ar através do IGTV do website POPline; foi oficialmente lançado em 31 de julho de 2020, através da Universal Music Brasil.
Musicalmente, "Toma" é uma canção de pop funk, cuja letra fala sobre um relacionamento amoroso. Segundo o Universo Online, "Luísa entra com a voz poderosa e a performance, Zaac com umas pitadas de funk, hip-hop e seu timbre inconfundível".
Assim como "Braba", "Toma" faria parte do segundo álbum de estúdio de Sonza, Doce 22, mas nenhuma das duas canções foram incluídas. Porém, Luísa cantou ambas as canções nas turnês do disco.

## Videoclipe
O videoclipe de "Toma" foi dirigido por João Monteiro, da produtora Os Primos, com codireção de Sonza. Foi lançado no mesmo dia que a canção, com uma prévia sendo lançada dois dias antes. O vídeo é ambientado em um cenário de academia, com referências dos anos 1980 e do universo gym, com cores "que remetem à cultura pop [e] dão um ar jovem ao produto". Teve publicidade indireta da marca de artigos esportivos Netshoes.

## Apresentações ao vivo
Em 24 de setembro de 2020, Sonza abriu o MTV Millennial Awards 2020 com um medley de "Braba", "Toma" e "Flores". Um novo medley que incluía "Toma" foi apresentado pela cantora no Prêmio Multishow de Música Brasileira 2020, no qual ela vestia um figurino de couro e meia arrastão, cantando também "Século 21" e "Braba".

## Desempenho comercial
| País — Tabela musical (2020) | Melhor posição |
| ---------------------------- | -------------- |
| Portugal (AFP)               | 175            |

| País — Tabela musical (2020)                | Melhor posição |
| ------------------------------------------- | -------------- |
| Brasil Top 50 Streaming (Pro-Música Brasil) | 17             |

| Região                                           | Certificação | Vendas   |
| ------------------------------------------------ | ------------ | -------- |
| Brasil (PMB)                                     | Diamante     | 300.000‡ |
| ‡ Vendas+valores baseados apenas na certificação |              |          |

## Faixas e formatos
| Download digital / streaming |        |         |  |
| N.º                          | Título | Duração |  |
| 1.                           | "Toma" | 2:09    |  |

## Histórico de lançamento
| Região | Data                | Formato(s)                 | Gravadora | Ref.   |
| ------ | ------------------- | -------------------------- | --------- | ------ |
| Vários | 31 de julho de 2020 | Download digital streaming | Universal | [ 10 ] |